# Edwin Rosario
Edwin Rosario, noto anche con lo pseudonimo di El Chapo (Toa Baja, 15 marzo 1963 – Toa Baja, 1º dicembre 1997), è stato un pugile portoricano, Campione del mondo dei pesi leggeri dal 1983 al 1984, dal 1986 al 1987 e dal 1989 al 1990, e dei pesi welter junior dal 1991 al 1992.

## Carriera
Professionista dal 1979. Fu designato dalla WBC a contendere al messicano José Luis Ramírez il titolo di campione del mondo dei pesi leggeri lasciato vacante da Alexis Argüello. Conquistò la cintura il 1º maggio 1983 con verdetto unanime anche se con il risicato margine di soli due punti. Difese il titolo mettendo KO Roberto Elizondo al primo round e battendo ai punti il campione olimpico di Montreal 1976, Howard Davis jr.. Lo perse per knock-out tecnico al quarto round il 3 novembre 1984 nella rivincita con Ramírez, pur avendo atterrato l'avversario sia al primo che al secondo round. Fu la sua prima sconfitta.
Il 3 giugno 1986 fu sconfitto ai punti di stretta misura da Héctor Camacho in un nuovo tentativo di conquistare la cintura mondiale WBC dei leggeri al Madison Square Garden di New York. Riuscì invece nel tentativo di conquistare quella WBA della stessa categoria di peso, battendo Livingstone Bramble per KO al secondo round il 26 settembre dello stesso anno a Miami. Dopo una vittoriosa difesa contro il connazionale Juan Nazario (KOT all'8 round), fu costretto a consegnare il titolo nei guantoni del campione mondiale uscente dei pesi superpiuma Julio César Chávez a Las Vegas il 21 novembre 1987.
Rosario attese il passaggio di Chavez alla categoria superiore e la conseguente rinuncia al titolo da parte di quest'ultimo per combattere nuovamente per il titolo mondiale WBA dei leggeri. Lo riconquistò nel 1989 battendo Anthony Jones ed entrando nel ristretto club di pugili che hanno conquistato per la terza volta la cintura mondiale della stessa categoria. Perse il titolo l'anno dopo contro il suo antico avversario Juan Nazario al Madison di New York per ferita all'ottava ripresa.
A questo puntò passò alla categoria superiore dei pesi welter junior e diventò campione del mondo per la quarta volta battendo Loreto Garza in tre round all'ARCO Arena di Sacramento. Alla sua prima difesa, il 10 aprile 1992 a Città del Messico, perse il titolo contro il giapponese Akinobu Hiranaka, per KOT al 1º round,
Rosario morì improvvisamente a causa di un aneurisma all'età di 34 anni.
La International Boxing Hall of Fame lo ha ammesso fra i più grandi pugili di ogni tempo.